# Ширяевская биеннале современного искусства
Ширя́евская биеннале современного искусства проводится в августе каждого нечётного года, начиная с 1999, в селе Ширяеве Самарской области, расположенном на берегу реки Волга, и в Самаре. Каждая биеннале посвящена исследованию какой-либо актуализированной темы года в ситуации «между Европой и Азией».

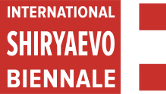
Ширяевская биеннале современного искусства

В Ширяево пространством для показа произведений служит всё село с окружающим ландшафтом: Волга, горы, штольни (горные выработки — каменоломни), берег озера, деревенские дома, улицы, школа, Дом Культуры, пристань и т. д. Маршрут выстраивается по возрастающей — начинается от пристани и заканчивается в горах.
Центральное событие биеннале - так называемое номадическое шоу - организованное шествие, в ходе которого публика знакомится со всеми арт-объектами и перфомансами.
Позже возникла потребность показывать часть проектов биеннале на выставочных площадках Самары, поскольку мероприятия, реализуемые в Ширяеве, не могут принять всех желающих.

## Темы биеннале
- 1999 — «Провинция: между Европой и Азией»
- 2001 — «Тактильность: между Европой и Азией»
- 2003 — «Еда: между Европой и Азией»
- 2005 — «Любовь: между Европой и Азией» [3][4][5]
- 2007 — «Дом: между Европой и Азией» [6][7]
- 2009 — «Америка: между Европой и Азией» [8][9][10]
- 2011 — «Чужестранцы: между Европой и Азией» [11][12][13][14][15]
- 2013 — «Экран: между Европой и Азией» [16][17][18][19][20]
- 2017 — «Бурлаки: между Европой и Азией» (спецпроект) [21]
- 2016 — «Кэш (Cash)»
- 2018 — «Ликование»[22][23][24]

## Фотографии

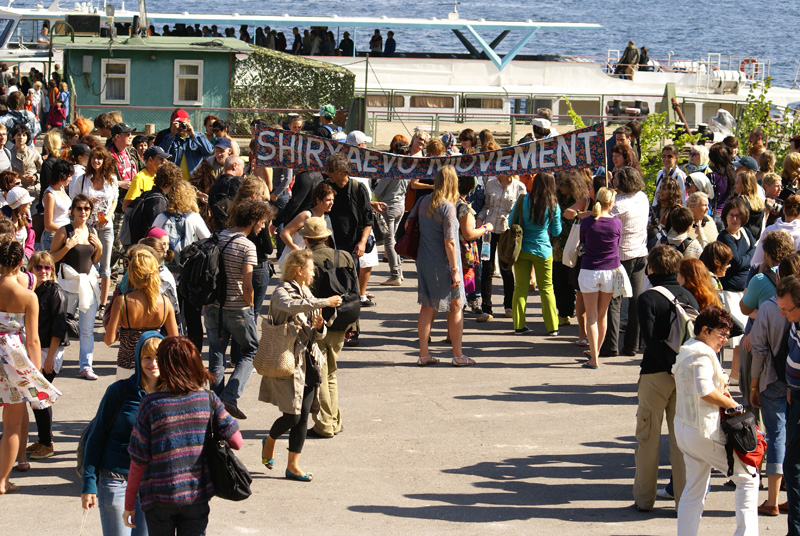
2009 год